# ガメラ対宇宙怪獣バイラス
『ガメラ対宇宙怪獣バイラス』（ガメラたいうちゅうかいじゅうバイラス）は、大映が製作・配給し、1968年（昭和43年）3月20日に封切り公開された日本の特撮映画作品。昭和ガメラシリーズ第4作。大映東京撮影所作品。同時上映は『妖怪百物語』。72分、カラー、大映スコープ。当初は本作をもって昭和のガメラシリーズが終了する予定だったが、本作のヒットによってシリーズの継続が決定された。

## あらすじ
地球の植民地化を企むバイラス星人は、侵略のために宇宙船を送り込んだ。しかし、ガメラと遭遇した宇宙船1号は交戦の末、爆発してしまう。しかし間を置かずに現れた宇宙船2号は、地球侵略の最大の障害であるガメラの排除を目標にする。
そのころ、茅ヶ崎市海岸では日米のボーイスカウトがキャンプを行っていた。いたずら好きのボーイスカウト・正夫とジムの2人は、小型潜水艇で潜行中に海底のガメラと遭遇する。「子供の味方」であるガメラと遊ぶうちに突然2人はガメラもろともオレンジ色の光のドームに包まれてしまう。バイラス星人の宇宙船が発射したスーパーキャッチ光線に捕えられてしまったのである。ガメラは光線の捕捉力に抵抗して2人の潜水艇を脱出させる。
しかし、その間にガメラの記憶を分析したバイラス人は、ガメラの最大の弱点が「子供」であることを知り、正夫とジムの2人を再び拉致する。2人を盾にされて手を出せないガメラに脳波コントロール装置がセットされ、バイラス人に操られたガメラは黒部ダムや東京を破壊し始める。人類は、バイラス星人に降伏するか、人質の子供たちを犠牲にして戦うか、という二者択一を迫られ、ついに国連は2人の生命を尊重してバイラス星人に降伏するという決定を下す。
そんな中、人質に取られた正夫とジムは、脳波コントロール装置とスーパーキャッチ光線の三角ブロック状のコイルをあべこべにつけ替えることでガメラを解放し、自分たちも脱出に成功する。自由をとり戻したガメラはバイラス星人の宇宙船への攻撃を開始する。ガメラの猛攻で爆発炎上する宇宙船。追い詰められたバイラス星人のボスは、分裂体を合体吸収して見るまに2倍、4倍、32倍と巨大になっていく。葉山海岸を舞台に、遂にガメラと宇宙怪獣バイラスの死闘が始まった。

## 概要
ガメラシリーズは、1作目から3作目までは、普通の映画の3倍近い制作予算が使えた。しかし、大映本社の深刻な営業不振から、本作品の予算は一般映画クラス（前作の3分の1）となった。湯浅らスタッフは、いかに経費を抑えるかに腐心した。ガメラシリーズは、1作当たりの上映時間は最低で1時間半程度、フィルムの尺数では9千5百フィート、このうち2千フィートは怪獣のシーンであるという制約がある。撮影時のフィルムは、本来ならば5万フィート必要になる。ところが、大映側は3万フィートで撮れとの方針だった。
この作品からより顕著になった、シリーズを通して見られる残酷な描写の数々は予算の少なさゆえにSFXを多用できないことも関係していたとされる。バイラスにガメラが腹を突き抜かれ串刺しにされる描写は湯浅によると、前作までで一通り怪獣同士の戦いのアイデアが出尽くしたので、「今度は刺すか」ということで採り入れたもの。「安い予算で撮らせやがってというスタッフの腹いせの気持ちも多分にあったかもしれない」と述懐している。この場面は劇場では子供たちから悲鳴が上がったそうである。
湯浅は前作に続いて本編・特撮の両演出を1人でこなす奮闘ぶりを見せ、スタッフ一同、「これがガメラシリーズ最後の作品」との想いで本作品をわずか25日で撮り終えた。湯浅監督は「こんな条件で撮れる監督は俺しかいないだろう」と、「半分は意地、半分はゲーム感覚でやった」と語っていて、クランク・アップ時は「やっと終わった」と感慨無量の思いだったという。しかし、公開されるや本作品は子供たちに大評判となり、大ヒット。大映本社は翌年、次作『ガメラ対大悪獣ギロン』の制作を決定することとなった。

### ストーリー

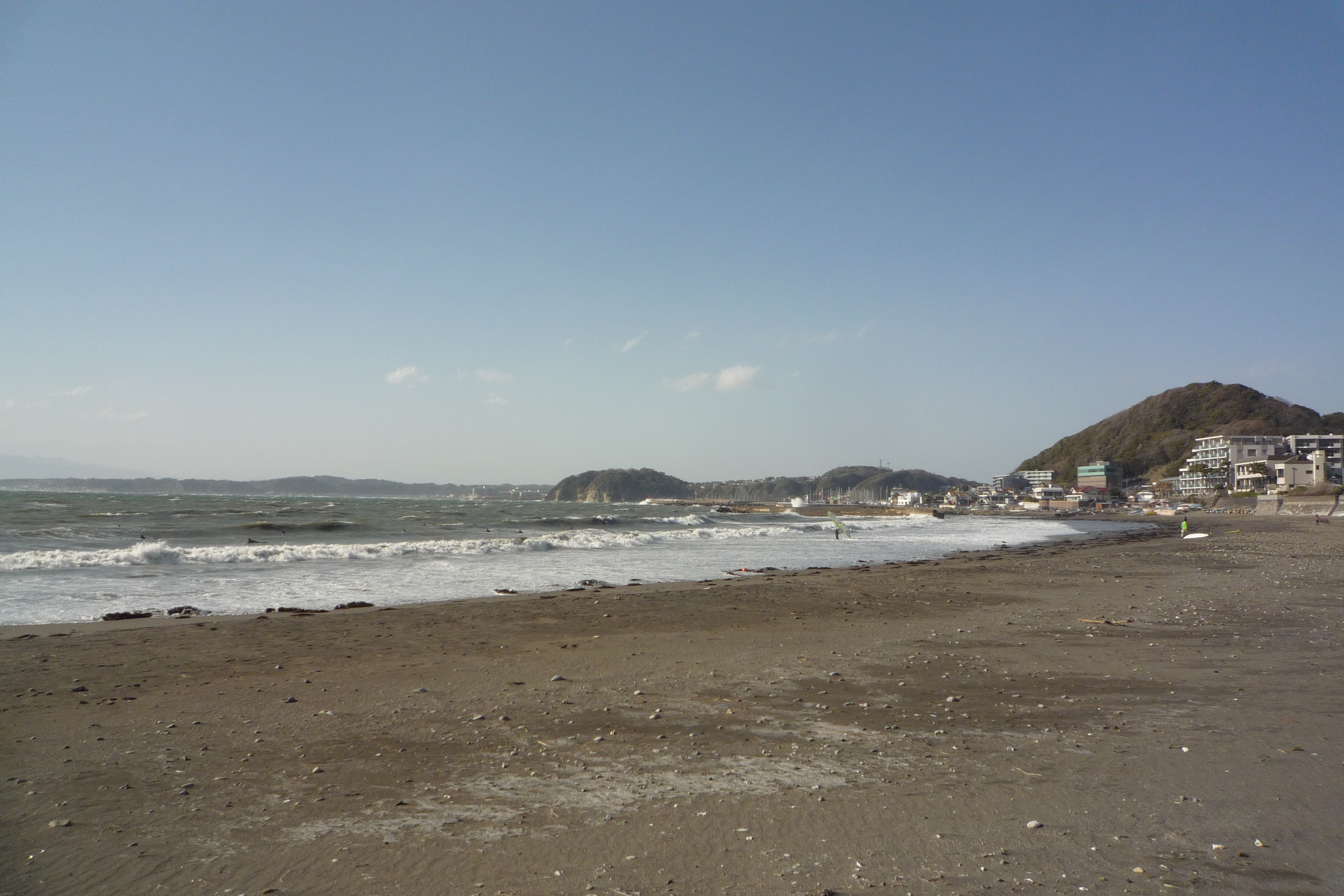
ロケに使われた葉山海岸。

「ガメラ映画」はアメリカでは、1作目の『大怪獣ガメラ』（1965年）が劇場公開された以外、2作目、3作目は子供向け番組枠でテレビ放映された。4作目である本作品より、新作「ガメラ映画」はこのアメリカでのテレビ放映契約を織り込んだ制作体制となった。
前作の『大怪獣空中戦 ガメラ対ギャオス』や『大魔神逆襲』などの大映作品が、政府による日本映画界の救済のための海外輸出用に（ガメラの生みの親の一人である永田雅一の影響を受けた）「社団法人・映画輸出振興協会」の融資を受けており、海外のバイヤーの影響により、昭和のガメラシリーズは本作から外国人のキャストの起用とより子供向けという方針に向かっていくことになった。
ストーリーも、劇場よりも厳しいアメリカでのテレビ放送規制条件を満たすため、これに沿った、「ガメラが悪役新怪獣の侵略と闘う」という勧善懲悪テーマが強調された内容となっている。こういったこともあり、前作『大怪獣空中戦 ガメラ対ギャオス』よりさらに進んで、本作品以降「ガメラシリーズ」は子供を主役に置いた、完全に子供向けの作風となった。脚本の高橋二三は、「『ガメラ対ギャオス』までは子供向けではなかった。『ガメラ対ギャオス』で子供を出してくれという要請はあったが、大人も楽しめる映画だった。ところが『ガメラ対バイラス』でひとつの方向性に偏ってしまった。ある意味では『お子様ランチ』になったことで客層を限定してしまったと言っていいでしょう」とコメントしている。
一方で、子どもを中心としたストーリーは。湯浅憲明の前作からの思惑である「大人は何もわかっていなく、子供だけが全部知っている」というパターンをよりクローズアップしている。湯浅は、「『ガメラ対バルゴン』で大人のドラマをやってみたが、劇場の子供たちは走り回って全く見ていない。『対ギャオス』では子供がガメラに乗る場面は大歓声だった。子供が冒険し、怪獣が出ずっぱりの『バイラス』が、シリーズ当初から本来やりたかった形だ」と述懐しており、プロデューサーの永田秀雅（英語版）も同じコメントをしている。湯浅は、ラストで子供たちが大空を飛ぶガメラに手を振るシーンに、童話的なイメージを込めたという。また、「子供が安心して信頼できるヒーロー」の背景には、戦時中に湯浅が自ら体験した「ナショナリズムやプロパガンダによって子供を誘導する大人」へのアンチテーゼもあったともされる。本作品からプロデューサーに若い仲野和正が付き、湯浅のアイディアをすべて認めてくれ、高橋二三に「すべての制約をのんでください」と依頼。高橋もこれを承諾のうえで脚本化してくれたという。
宮崎駿は当時劇場で本作品を鑑賞しており、「二人の少年のために全人類が降伏する」という子供向け作品ならではの滑稽さについてアニメージュのインタビューで触れている。一方で、「子供の命と人類の降伏の選択」というテーマは決して陳腐なアイディアではないとされ、また本作と宮崎の『未来少年コナン』も『トム・ソーヤーの冒険』からの影響を受けている点で共通しており、『ガメラ対宇宙怪獣バイラス』と『未来少年コナン』には「世界の破滅をもたらす敵の兵器を子供達が内部から破壊して人類の危機を回避する」というプロット上の共通点が見られる。
なお、低予算での怪獣映画を実現するためにロケーション（およびストーリーの規模）が限定され、宇宙、宇宙船内部、その着陸する海岸を中心に撮影することになった。バイラス宇宙船の「どこの部屋もみんな同じ造り」、「葉山海岸での舞台限定」などは、こうした低予算が反映した設定だった。バイラス星人が、ガメラの記憶を調査するシーンでは、1～3作目の怪獣登場シーンを大胆に流用している。怪獣が登場しない本編シーンでは、大部分がボーイスカウトの野営地の中であるのも、セットが少なくすむからだった。

### その他
本作の宇宙船や機械類のデザインや機能などには同年に公開された『2001年宇宙の旅』との類似性や、原作者のアーサー・C・クラーク（GAMERA -Rebirth-#その他も参照）の提唱した「高度な科学技術と魔法は区別できない」という法則にも通じる部分が見られるが、『2001年宇宙の旅』の映画版は湯浅憲明や「ガメラシリーズ」とも関係性が強い『宇宙人東京に現わる』の影響を受けている。また、湯浅は本作に『スパイ大作戦』からの影響を認めており、若山弦蔵も本作と『スパイ大作戦』の吹き替え版の両方に参加している。
茅ヶ崎での戦闘シーンでバックにそびえる白いビルは、当時上原謙・加山雄三親子が経営していたパシフィックパークホテルである。 湯浅によると、劇中に登場する小型潜水艇は、葉山のヨットハーバーにあったものを、撮影のために借りて使用したものである。Uボートを製作したドイツのメーカーの製品だったそうだが、ほとんど使い物にならず、水中で転覆すると復帰できないようなものだった。危険なのでスタッフが正夫役を吹き替えで演じている。
日本コカ・コーラがタイアップしており、画面上に「コカ・コーラ」のマークが頻繁に登場する。

## 登場キャラクター

### ガメラ
前作『大怪獣空中戦 ガメラ対ギャオス』と同じ。前作で一度だけ使われた、後ろ足だけを収納してジェット飛行するミニチュアが使われ、以後の定番となる人気を集めた。湯浅監督によると、この下半身ジェット飛行も予算対策のための苦肉の策だった。ジェット噴射用の火薬は1本3,000円（当時）した。2本だけの使用なら1カットで6,000円浮く計算である。
ガメラが小型潜水艦と並泳するシーンは、演技者の入っていないぬいぐるみを吊り下げて操演した。予算削減のため、ガメラがバイラス星人に操られて暴れまわるシーンは『大怪獣ガメラ』と『大怪獣決闘 ガメラ対バルゴン』のバンク映像が使われている。

### 宇宙怪獣 バイラス
イカをモチーフとした知的宇宙生物で知能指数は2,500に達する。企画当初では「ゲッソー」という名がつけられていた。決定名「バイラス」の名称は、『週刊少年マガジン』、『週刊ぼくらマガジン』両誌上での公募による。公募賞品は特賞が「金十万円の奨学金」、「マガジンカップ」、「双眼鏡」などで、5人の当選者が発表された。しかし湯浅憲明によるとこれは「やらせ」だったといい、実際は「2倍、4倍」と巨大化することからつけられたものだったという。本作品以後、『ガメラ対深海怪獣ジグラ』（1971年）まで、シリーズの敵怪獣の名は、同様に『マガジン』誌で公募された。昭和43年3月17日の『週刊少年マガジン』巻頭グラビアではバイラスの出身が「ドンガル星」になっていた。
本編タイトルでは「宇宙怪獣」とされ、本作品のポスターや劇場用予告編では「分裂怪獣」とテロップ表記されている。のちに『宇宙怪獣ガメラ』（1980年）が公開された際に、ガメラを「宇宙怪獣」とうたってしまったため、バイラスは強制的に「水中怪獣」と名称変更されてしまった。公式ホームページでもこの「水中怪獣」に変更表記されている。正確には「宇宙怪獣」であり、「バイラス星人」という宇宙人である。アメリカではバイラスは「イカのような怪物」という名になっている。
足（触手）は6本あり、イカのような吸盤を持ち、先端はゾウの鼻のように把握力を持っていて、この触手を使って直立できるだけでなく、ゾウの鼻の一万倍の握力を持つとされており、ガメラの首に触手を巻き付けることでガメラを気絶させかねないほどの威力を発揮する。眼は人間に似ており一対、まぶたは下から上に閉まる。口部はくちばし状。頭は三つの花弁状に分かれているが、一つにあわせると硬化し槍状になる。水中および空中を、イカのように水平に滑走して槍状の頭部で攻撃する。槍状の頭部は非常に硬く、この「突き刺し攻撃は」ガメラの腹甲や岩塊や1メートルの鋼鉄を貫くほどの威力を持つ。
ダークホースコミックスのシリーズ『ガメラ:宇宙の守護神』では電撃を使用している。2019年から複数ヶ所で開催された、撮影造形物などの展示会「特撮のDNA」では、公開された企画段階の絵コンテに、バイラスが人間を食べ（体内の人間たちはまだ生きており、人間をバイラス人に変化させる変身合成袋に収容されている）、触手の先端内部にコイルのような器官を持ち（図解によると宇宙空間飛行発射線）、頭部から電撃状の光線を発射している場面があった（頭部基部にはスーパーキャッチ光線放射袋が、その下には脳波コントロール装置貯蔵袋が存在）。後述のソノシートなどの資料によっては、頭部からは電撃（「10億ボルトの殺人光線」）を、目からはガンマ線を、触手の先端からは移動用の宇宙線や反重力を発射するとされる。また、劇場公開前に出版された資料では、バイラスは頭部から発する電撃状の怪光線で人間の精神を狂わせるとされている。
当初は「ボス」（本体）だけが3メートル程度の「バイラス星人」の姿でいたため、子供たちに「宇宙動物園に送られる生物」と誤認された。「バイラス星人」として活動している際にはほぼ等身大だが、複数に分裂した個体が復元合体して巨大化することが出来る。バイラス円盤の「1号機」も「2号機」も、「ボス」の声は若山弦蔵である。
生命維持には窒素が必要で、そのため大気に窒素が豊富に含まれる地球に目をつける。自らを「宇宙で最も優秀な生物」と豪語し、「他の生物は不要」とさえ言い切るほどの自信家である。ガメラの腹部を突き抜いて、勝利したかに見えたが、絶大な生命力を持つガメラは（バイラスが刺さったまま）回転飛行で遙か上空に上昇。バイラスは低温下で凍り付き、身動きがとれなくなる。そのまま高速回転したガメラから振り落とされ、動けないまま海上に墜落して砕け散る。
また、『ガメラ対大魔獣ジャイガー』や『宇宙怪獣ガメラ』にもストック・フッテージの流用によって限定的に登場している。

#### その他のバイラス
『宇宙怪獣ガメラ』の実質的な続編として描かれた月刊マンガボーイズの漫画作品『大怪獣ガメラ』では敵の一体として登場し、この状態でガメラと戦った他にも、昭和の敵怪獣の肉体の一部と特性を持つ「パワード・ギャオス」が登場しており、「パワード・ギャオス」はバイラスの一部も有していた。
『ガメラ:宇宙の守護神』ではラスボスとして登場している。
異星人である「ブルーマーク星人」の技術を用いて女科学者のグレタ・カルボーンがメキシコの架空都市「グアノホタ」の研究施設で生み出した。カルボーンはバイラスをテレパシーで操って人類をコントロール・指導する存在として利用しようとしていたが、バイラスがテレパシーによって逆にカルボーンを操り、パリを襲撃した。飛来したガメラを電撃光線などで苦しめ、テレパシーで一時的にガメラを支配下に置いたが、最後はガメラによって教会の塔に叩きつけられ、（昭和版と対照的に）自身が串刺しになって撃破された。
『小さき勇者たち〜ガメラ〜』の小説版の一つ『ともだち 小さき勇者たち〜ガメラ〜』では、オリジナルギャオスの遺骸から「ギャオス細胞（GA細胞）」を摂取した生物群が怪獣化した「不完全体」の一体として「Gバイラス」が登場。オリジナルギャオスと「不完全体」に共通する能力として、特殊な皮膚のためにあらゆる最新鋭のレーダーの感知網を無力化する他、Gバイラスは「黄色い閃光」を飛び道具として発射して敵を攻撃する。Gバイラスの場合は「GA細胞」を摂取したイカが怪獣化しており、他の「不完全体」と同様に成長のために南西諸島の近海に潜伏していた。
ジーダス、Gバルゴン、Gギロン、Gジャイガー、Gジグラと共にオリジナルギャオスの記憶と目的を受け継ぎ、トト（ガメラ）の抹殺と人間の殺戮のために波切や名古屋を襲撃する。「不完全体」の特性の一つとして弱い個体の淘汰があるため、波切での戦闘ではこれらの「不完全体」は互いに小競り合いを起こして統制が取れていなかった。名古屋での決戦では唯一「赤い石」を摂取する前のトトの火球によって撃破されている。

#### バイラスの制作
デザインは間野重雄。造型は八木正夫とエキスプロ。頭が槍状に一体化した操演用のミニチュアと、頭の触手が分離した人間が入るぬいぐるみタイプのものとが造られた。八木によると、湯浅監督から「柔軟性が欲しい」と注文があり、造形については主素材選びから苦労したという。結局、ウレタンを主材質に選んで、イカのようなキャラクターを実現させた。八木はシリーズで「一番印象に残った怪獣」としてバイラスを挙げており、「人は苦労して初めて得るものがあるんじゃないか、それを教えてくれたのがバイラスだった」と振り返っている。
ぬいぐるみの触手は、6本中2本に演技者の足が入り、残りの4本は操演によって動かされている。
バイラスのデザインは簡略化されたが、これはたとえば東宝のキングギドラのように操演に人数を要することを予算面から憂慮したためであり、また当初はバイラスの能力として粘液を敵の体内に注入して内部から溶かすというアイディアも存在したが、やはり予算ゆえに却下になった。

### バイラス人
バイラス円盤の中にいる、黒い半袖服を着た医者のような姿の5人の男たち。このバイラス人たちは、シルエットに目だけが点灯する不気味な姿で登場するが、このシーンは、俳優のまぶたにアイマスクと豆球を貼り付け、台詞に合わせて点滅させて撮影した。このため夏木章ら演じた俳優は、豆球の熱でまぶたをやけどしたそうである。
その正体は、分裂したバイラスが人間などの他の知的生命体に「ユニフォームのように」寄生し、行動を支配しており、寄生対象の体内に忍び込んでその「ぬけがら」を「服」にするともされている。劇中でも正夫が、誘拐した地球人の体を乗っ取ったのではと推測していた。
腕がちぎれてもすぐに元に戻り、球体構造間の移動は、チューブ通路を滑空して行う。このシーンは通路セットを縦向きに作り、俳優がまっすぐ飛び降りたものを高速度で撮影し、逆回転させたもの。ズボンの裾がめくれないようテープでとめたりと気を使ったそうである。
正夫らの「怪獣（つまり彼らのボス）が暴れてる」といった嘘に全員あっさりだまされるなど、高い知能を持つゆえか、妙な部分で単純なところがある。終盤でボスによって首をはねられる（人形を並べて撮った）と、中からバイラスの分身が現れ、ボスに融合していった。正夫らに投げ縄で捉えられる男を演じたのは、映画「大魔神シリーズ」（1966年）で「大魔神」を演じた橋本力。

### バイラス円盤
黄色と黒の縞模様の球体5つをドーナツ状につないだ形状をした、ガメラよりも巨大なバイラスの侵略宇宙船。劇中には「1号」と「2号」の2機が登場する。「1号機」は冒頭のタイトル前に地球の成層圏近くでガメラと遭遇して破壊されてしまう。ボスの台詞で「乗組員諸君」と呼びかけがあるが、内部での乗組員描写は無い。「スーパーキャッチ光線」を放射して、船外の生物をオレンジ色の半透明のドーム内に捕らえ、対象物が人間サイズなら船内に転送ができ、ガメラのように大きなものは動きを止めることができる。続いて「脳波コントロール装置」という、脳波を支配して生物を操る武器を射出し、これを首の根元に打ち込まれたガメラはバイラスの言いなりになってしまう。
球体を一斉に反転させて底面からガメラのジェット噴射を消火する黄色いガスを噴出する。また球体それぞれは非常時には一つずつ切り離すこともできる。五つの球体それぞれの底面から着陸用の脚を伸ばして着地し、独立して動くことも可能。正夫とジムを人質にとったバイラス星人は、ガメラを操って各地を破壊して降伏を強要するが、子供らしい機転を活かした正夫とジムは自力で脱出し、ガメラの洗脳を解き、2号も1号同様反撃に出たガメラに破壊されて母星に帰還出来なくなり、追い詰められたバイラス星人は巨大化してガメラと対決する。
船内では脳波イメージ装置により、食べ物など、欲しいと思ったものそのものが再現され自由に手に入るが、宇宙船に危害を与えるもの、たとえば爆弾などを求めると警報が鳴るようになっている。機内の回路は三角形で構成されており、この三角形ブロックで「＋」と「－」を構成していて、正夫らはこのブロックを逆に入れ替えてガメラのコントロールを解いてみせる。湯浅監督は「これこそ高橋二三一流のレトリック」と評していて、子供にも分かりやすいこのブロックの入れ替えアイディアを「撮っていて一番楽しいところだった」と述懐している。

#### バイラス円盤の美術・造形
個性的なバイラス円盤のデザインは、バイラスと同じく間野重雄による。3尺サイズの精巧なミニチュアが制作された。この黒い縞の入った特徴的なバイラス円盤は「宇宙を支配しようとする者の象徴」として、「一点豪華主義」で予算をかけて作られ、評判もかなり良かったという。湯浅はあとで左翼系の組合員から「あれはアメリカ合衆国を表してるんでしょう」と勘繰られて嫌な思いをしたと語っている。
円盤が地上に着地するシーンがあるが、ミニチュアのバランスが非常に悪かったので、ピアノ線でミニチュアを吊りあげ、少し地面から浮かせて撮影している。「スーパーキャッチ光線」で出来る透明のドームはアクリル製の出来合いのものが使われ、省予算のために場面を変えて対人間、対ガメラなど、さまざまなシーンに流用された。正夫たちがサンドイッチを頼むシーンがあるが、このサンドイッチは、機内の多方形イメージと統一して八角形に切ってある。「脳波コントロール装置も「半球型で黄色と黒の縞模様」と、バイラス円盤とイメージを統一したデザインとなっている。
上述したように、本作品の予算は徹底縮小されたため、円盤内部のセットは一つだけしか用意できなかった。劇中で「この円盤の中、何にも無いなあ」という正夫らの台詞があるが、これは予算不足で大道具を揃えられない現場の状況を逆手に取った演出だった。徹底した省予算のため、球体内部の照明を青や赤に変えることで、別の部屋に見せている。「研究室」ではレトルトや化石標本などあり合わせの小道具を並べていて、湯浅監督によると「科学への夢が一つになったもの」だそうである。
本編で主要なシーンを占めるこのバイラス円盤内部の描写は、このように予算不足から同じセットを使い回して、小道具の位置を変えるなどして別のセットに見せる工夫をとっているが、これは湯浅が師匠である衣笠貞之助の助監督を務めていたころに、衣笠から教わった手法だったという。

## キャスト
本作品以降、ガメラ映画には主人公の少年と対になる白人の子役が必ず起用されているが、これは「日本人の子供の顔はみんな同じに見えるから」という、テレビ放映を前提としたアメリカのバイヤーからの条件だった。これらの外人子役は、調布市にあったアメリカンスクールの生徒から選ばれており、日本語を話せることが採用基準だったが、話せるはずで採用したのに全然駄目だったりと、苦労が多かった。ジムの母親役のメリー・ムロースもまったくの素人であり、台詞が下手で困らされたという。
本作品の上映と同時期にデビューした「大映新人三人娘」の八重垣路子、渥美マリ、八代順子が、ボーイスカウト指導者役で揃って出演している。ボーイスカウトの隊長役の本郷功次郎は本作品の制作当時も怪獣映画への出演が不本意で、本作品に関しては「何で俺だけこんな冒険ダン吉みたいなショートパンツはいて、ボーイスカウトやれって言われるんだって、他の俳優さんが芸術的な映画に出てると思うと悔しくて夜寝られなかった」という。しかし、後年には「まさかこんなに時代に残るとは思わなかった。今では財産になってしまった。ガメラに出られたことを本当に感謝してますよ」と語っている。なお、バイラス星人がガメラのデータを探るシーンでは過去3作の映像が流用されているが、『ガメラ対ギャオス』からの流用分には本郷の登場シーンが含まれているため、同じ作品で彼が別の役柄で二重出演することになってしまっている。
本作品にはボーイスカウトが全面協力しており、エキストラのボーイスカウトは全員本物である。これは以前、湯浅監督がボーイスカウトのタイアップ映画『第四回日本ジャンボリー』を監督したことからのつながりである。
- 島田伸彦（ボーイスカウトの隊長）：本郷功次郎
- 中谷マリ子（正夫の姉、カブスカウト指導者）：八重垣路子
- 青山順子（カブスカウト指導者）：渥美マリ
- 柴田正子（同）：八代順子
- 正夫の父：北原義郎
- 医者らしい男(バイラス星人)：夏木章
- 自衛隊司令官：藤山浩二
- 医者らしい男(バイラス星人)：橋本力
- ジム・モーガン（同）：カール・クレイグ・ジュニア
- 中谷正夫（ボーイスカウト）：高塚徹
- 医者らしい男(バイラス星人)：豪健司
- ジムの父：高田宗彦[注釈 7]
- ドビー博士（国際海洋研究所所長）：ピーター・ウイリアムス
- 医者らしい男(バイラス星人)：中原健、山根圭一郎
- ボーイスカウト：喜多大八
- ジムの母：メリー・ムロース
- 対策本部メンバー：河島尚真、山上友夫
- ボーイスカウト：篠田三郎、船田精二、稲妻竜二
- 国際海洋研究所所員：西條美奈子
- 劇団ひまわり
- 劇団こじか
- ボス（バイラス）の声：若山弦蔵
- ガメラ：荒垣輝雄

## スタッフ
- 企画：藤田昌一、仲野和正
- 製作：永田秀雅（英語版）
- 脚本：高橋二三
- 監督：湯浅憲明（本編・特撮とも）
- 助監督：今子正義
- 音楽：広瀬健次郎
- 撮影：喜多崎晃
- 美術：矢野友久
- 録音：飛田喜美雄
- 照明：上原正一
- 編集：関口章治
- スチール：沓掛恒一
- 製作主任：川村清

特撮班
- 特殊撮影：藤井和文
- 特撮合成：金子友三
- 照明：石坂守
- 操演：関谷治雄
- 音響効果：小倉信義
- デザイン：間野重雄
- 怪獣造形：八木正夫、エキスプロダクション

- 協力：ボーイスカウト日本連盟 、日本コカ・コーラ
- 現像：東京現像所

## 主題歌
本作品からオープニングに主題歌「ガメラマーチ」が登場。これは、大映専務の永田秀雅（英語版）が独自に「ガメラマーチ」を作詞。企画会議で朗読し、「みんな感激してたから曲をつけてくれ」と監督の湯浅に持ちかけ、劇中主題歌としたところが大ヒット。以後、シリーズ共通の主題歌として使われた。
歌唱している「大映児童合唱団」とは、湯浅によると「そこらへんの子供たちに歌ってもらったもの」だそうで、実際には存在しない団体である。
- 「ガメラマーチ」
  - 歌：大映児童合唱団
  - 作詞：永田秀雅
  - 作編曲：広瀬健次郎

## ソノシート
「ガメラマーチ」を主題歌、「ぼくらのガメラ」を副主題歌として、大映レコードレーベルで、朝日ソノラマからソノシートが発売された。イラスト図解の他、声優を使った「大迫力ドラマ」が収録された。大映レコード発行のソノシートには、「ぼくらのガメラ」がA面になったものがあった。

## 漫画化
公開に先駆け、秋田書店の漫画雑誌『別冊まんが王』で井上智によって漫画が掲載された。3月1日付発行で、劇場でB5判サイズの単行本が配られた。

## 映像ソフト化
「72分版」と「81分版」と「90分版」が存在する。封切り時の本作品の上映時間は「72分」であるが、大映倒産時に海外輸出用の「90分版」とオリジナルの「72分版」のネガが混合され、「90分版」がしばらく正規品として扱われた。過去にビデオソフトとして発売されたものはこの「90分版」である。次に発売されたLDソフトは、この「90分版」をもとに再編集した「81分版」である。現行のDVDでは、湯浅の協力により国内版が復元再編集されて収録してある。
ビデオソフト
1990年に発売。海外輸出用の「90分版」を収録。
レーザーディスク
海外輸出用の「90分版」が1986年に発売。1991年に「ガメラ永久保存計画」としてBOX化された際に、これを再編集した「81分版」が収録された。
DVD
オリジナルの「72分版」が復元されたものが、2001年10月11日発売の「ガメラTHE BOX（1965-1968）」に収録され、単品版も同時発売された。2006年8月31日発売の「ガメラ 生誕40周年記念Z計画 DVD-BOX」に収録されている。新しく色彩を整えたDVDは2007年10月26日発売。
BD
2009年7月24日発売の「昭和ガメラ ブルーレイ BOX I」に収録されており、単品版も同時発売。